# Rhaestus lativentris
Rhaestus lativentris là một loài tò vò trong họ Ichneumonidae.